# 宫原厚次
宫原厚次（日语：／ Miyahara Atsuji，1958年12月20日—），日本男子摔跤运动员。他曾代表日本参加1984年和1988年夏季奥林匹克运动会摔跤比赛，获得一枚金牌和一枚银牌。他也曾参加1986年亚洲运动会。